# Román Montañez
Román Montañez Martín (Sant Joan de Vilatorrada, 18 febbraio 1979) è un ex cestista spagnolo, professionista nella Liga ACB.

## Carriera
Con la Spagna ha disputato i Giochi del Mediterraneo di Tunisi 2001.

## Palmarès
- Campionato spagnolo: 1

Manresa: 1997-98
- Liga catalana: 1

Manresa: 1999